# Festival van San Remo 1969
Het Festival van San Remo 1969 was de negentiende editie van de liedjeswedstrijd.

## Finale
1. Zingara (Luigi Albertelli e Enrico Riccardi) Bobby Solo – Iva Zanicchi
2. Lontano dagli occhi (Sergio Bardotti e Sergio Endrigo) Sergio Endrigo – Mary Hopkin
3. Un sorriso (Aldo Caponi e Detto Mariano) Don Backy – Milva
4. Un’ora fa (Luciano Beretta, E. Parazzini e Gianfranco Intra) Fausto Leali – Tony Del Monaco
5. Ma che freddo fa (Franco Migliacci e Claudio Mattone) Nada – The Rokes
6. La pioggia (Gianni Argenio, Mario Panzeri, Corrado Conti e Daniele Pace) Gigliola Cinquetti – France Gall
7. Tu sei bella come sei (Cassia, Sergio Bardotti e Marcello Marrocchi) Mal - The Showmen
8. Il gioco dell’amore (Franco Migliacci e Callegari) Caterina Caselli – Johnny Dorelli
9. Un’avventura (Mogol e Lucio Battisti) Lucio Battisti – Wilson Pickett
10. Quando l’amore diventa poesia (Mogol e Piero Soffici) Orietta Berti – Massimo Ranieri
11. Piccola piccola (Buonassisi-Bertero-Marini-Valleroni) Carmen Villani – Alessandra Casaccia
12. Bada bambina (Franco Migliacci e Bruno Zambrini) Little Tony – Mario Zelinotti
13. Zucchero (Rapetti-Claudetti-Soffici-Guscelli) Rita Pavone – Dik Dik
14. Cosa hai messo nel caffè (Giancarlo Bigazzi e Riccardo Del Turco) Riccardo Del Turco – Antoine

## Halvefinalisten
- Alla fine della strada (Pace-Panzeri-Pilat) Junior Magli – The Casuals
- Baci baci baci (Bardotti-Bracardi) Wilma Goich – The Sweet Inspirations
- Il sole è tramontato (Pradella-Morsella-Moschini) Checco – Elio Gandolfi
- Il treno (Pallavicini-Isola) Rosanna Fratello – Brenton Wood
- Io che ho te (D’Adamo-De Scalzi-Di Palo) New Trolls – Leonardo
- Le belle donne (Vito Pallavicini-Paolo Conte-Michele Virano) Robertino – Rocky Roberts
- Meglio una sera piangere da solo (Nisa-A.Salerno-M. e F.Reitano) Mino Reitano – Claudio Villa
- Non c’è che lei (Terzi-C.A.Rossi) Armando Savini – Sonia
- Se tu ragazzo mio (V. e G.Ferri-Pintucci) Gabriella Ferri – Stevie Wonder
- Una famiglia (Testa-Remigi) Memo Remigi – Isabella Jannetti

1951 · 1952 · 1953 · 1954 · 1955 · 1956 · 1957 · 1958 · 1959 · 1960 · 1961 · 1962 · 1963 · 1964 · 1965 · 1966 · 1967 · 1968 · 1969 · 1970 · 1971 · 1972 · 1973 · 1974 · 1975 · 1976 · 1977 · 1978 · 1979 · 1980 · 1981 · 1982 · 1983 · 1984 · 1985 · 1986 · 1987 · 1988 · 1989 · 1990 · 1991 · 1992 · 1993 · 1994 · 1995 · 1996 · 1997 · 1998 · 1999 · 2000 · 2001 · 2002 · 2003 · 2004 · 2005 · 2006 · 2007 · 2008 · 2009 · 2010 · 2011 · 2012 · 2013 · 2014 · 2015 · 2016 · 2017 · 2018 · 2019 · 2020 · 2021 · 2022 · 2023 · 2024 · 2025